# 세 번은 짧게 세 번은 길게
"세 번은 짧게 세 번은 길게"는 1981년에 개봉한 대한민국의 멜로 영화이다.

## 캐스팅
- 송재호
- 장미희
- 최불암
- 정영숙
- 김인문
- 문태선
- 최윤석
- 정규영
- 조영권
- 김기종
- 김왕국
- 주상호
- 백송
- 박기수
- 임성포
- 김대현
- 차현재
- 오중근
- 정형기
- 최명호
- 이경배
- 정영국
- 이승열
- 최승규
- 나갑성
- 최석
- 안진수
- 전태영
- 최재효
- 이정애
- 김신명
- 백희수
- 김미영
- 윤지희
- 조인표
- 이상벽 (특별출연)
- 이동식 (특별출연)
- 송영수 (특별출연)

## 수상
- 1981년 제2회 한국영화평론가협회상
  - 최우수작품상
  - 감독상 - 김호선